# Beatrix Kempf
Beatrix Maria Johanna Kempf, geborene Hönigschmid, (1. November 1908 in Fiume – 19. August 2009 in Wien) war eine österreichische Redakteurin, Friedensaktivistin und Biografin Bertha von Suttners.

## Leben und Werk
Kempf stammte aus einer altösterreichischen Familie, ihre Eltern waren Franz Hönigschmid, ein Oberst des k.k. Generalstabes, und Bice Hönigschmid, geb. Grossich. Ihr Vater arbeitete als Direktor der Georg Schicht AG in Aussig an der Elbe, heute Ústí nad Labem in Tschechien, und war Mitglied des Aufsichtsrates der Unilever in Wien. Beatrix Hönigschmid besuchte die Volksschule in Wien und das Gymnasium in Böhmen und Italien. Danach studierte sie an der Deutschen Universität in Prag und in Paris. 1932 wurde sie in Prag zum Dr. phil. promoviert und sie absolvierte anschließend ein Volontariat im Verlag Oldenbourg. Sie heiratete 1937 den Ingenieur Viktor Kempf. Er war Oberingenieur der Poldi Hütte. Das Paar hatte eine Tochter, Beatrice. Als Angehörige der deutschsprachigen Minderheit in der Tschechoslowakei wurde die Familie Mitte der 1940er Jahre vertrieben. Ihr Mann kam 1945 in Prag ums Leben, Beatrix Kempf flüchtete mit ihrer Tochter nach Österreich.
Von 1946 bis 1973 arbeitete sie im Bundespressedienst des Bundeskanzleramts als Redakteurin, später als Chefredakteurin. 1949 wurde sie Mitglied des Verbandes der Akademikerinnen Österreichs. Ab 1955 war sie in der Kulturabteilung des Bundeskanzleramtes tätig. 1959 wurde Kempf Mitglied, später auch Funktionärin der internationalen Organisation Zonta, die sich das Ziel setzte, den Status von Frauen in rechtlichen, wirtschaftlichen, gesundheitlichen und beruflichen Belangen weltweit zu verbessern. Parallel dazu setzte sie sich zeitlebens für die Friedensbewegung und für Friedensforschung ein. 1964 erschien ihr Buch erstes Buch zu Bertha von Suttner. Es trug den Untertitel Das Lebensbild einer großen Frau. Schriftstellerin, Politikerin, Journalistin, stellte die erste Biographie Suttners dar. Im Zuge der Recherche zu diesem Buch befasste sich Kempf mit den Ursprüngen und der Geschichte der Friedensbewegung.
Mit Entschließung des Bundespräsidenten vom 23. Dezember 1968 wurde ihr das Goldene Ehrenzeichen für Verdienste um die Republik Österreich verliehen. 1973 wurde sie pensioniert und im selben Jahr übernahm sie die Redaktion der Zeitschrift Wiener Blätter zur Friedensforschung. Weiters war sie als Beirätin im Universitätszentrum für Friedensforschung, das an den Grundlagen des friedlichen Zusammenlebens der Völker arbeitet und sie war, ebenfalls im Jahr 1973, eines der Gründungsmitglieder der Österreichisch-Italienischen Gesellschaft und blieb viele Jahre Vorstandsmitglied der Gesellschaft. 1995 wurde sie zum Ehrenmitglied der Wiener Zonta-Sektion ernannt. Beim Internationalen Bertha-von-Suttner-Symposion 2005 in Eggenburg unter dem Titel Friede – Fortschritt – Frauen referierte Kempf über „Die Person Bertha von Suttner“. 2008 wurde ihr durch Ursula Plassnik das Bundes-Ehrenzeichen verliehen.
Kempf verstarb am 19. August 2009 im Alter von 100 Jahren und wurde am 2. September 2009 am Friedhof Hietzing beigesetzt.

## Schriften
- Bertha von Suttner. Das Lebensbild einer großen Frau. Schriftstellerin, Politikerin, Journalistin. Österreichischer Bundesverlag Wien 1964.
- Bertha von Suttner. Eine Frau kämpft für den Frieden. Herder Bücherei, Freiburg 1979.
- Bertha von Suttner. Schriftstellerin – Politikerin – Pazifistin. Heyne, München 1987.
- Bertha von Suttner und die „bürgerliche“ Friedensbewegung. In: Friede – Fortschritt – Frauen. Friedensnobelpreisträgerin Bertha von Suttner auf Schloss Harmannsdorf. Lit, Wien 2007, S. 45 ff.

## Auszeichnungen und Gedenken
Im Jahre 1968 wurde Kempf das Goldene Ehrenzeichen für Verdienste um die Republik Österreich verliehen. 2016 wurde die Beatrix-Kempf-Gasse in Wien-Aspern nach ihr benannt.